# Lionel Heald

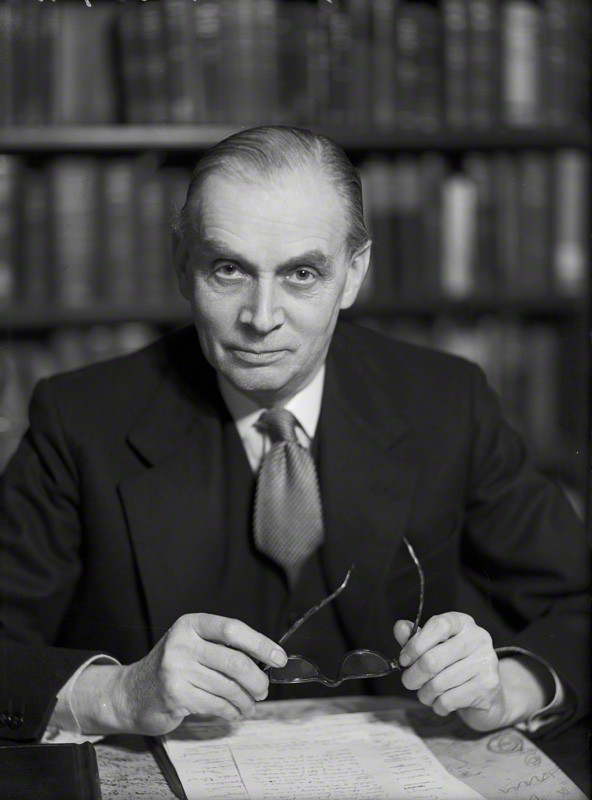
Lionel Heald (1953)

Lionel Frederick Heald, Kt, PC, KC (* 7. August 1897 in Parrs Wood, Didsbury, Lancashire; † 8. November 1981) war ein Politiker der Conservative Party, der unter anderem von 1950 bis 1970 Mitglied des Unterhauses (House of Commons) sowie zwischen 1951 und 1954 Generalstaatsanwalt für England und Wales (Attorney General for England and Wales) war.

## Leben
Heald besuchte die 1611 gegründete renommierte Charterhouse School und leistete im Ersten Weltkrieg Dienst im Corps of Royal Engineers. Für seine Tapferkeit wurde er mit der italienischen Medaglia di bronzo al Valore Militare ausgezeichnet. Nach Kriegsende begann er ein Studium im Fach Klassische Altertumswissenschaft am Christ Church der University of Oxford, das er 1920 mit einem Bachelor of Arts (B.A.) abschloss. 1923 erhielt er seine anwaltliche Zulassung als Barrister bei der Anwaltskammer (Inns of Court) von Middle Temple und wurde aufgrund seiner anwaltlichen Verdienste 1937 zum Kronanwalt (King’s Counsel) berufen.
Bei der Wahl vom 23. Februar 1950 wurde Heald für die Conservative Party im Wahlkreis Chertsey erstmals zum Mitglied des Unterhauses (House of Commons) gewählt, dem er bis zum 18. Juni 1970 angehörte. Am 3. November 1951 wurde er von Premierminister Winston Churchill zum Generalstaatsanwalt für England und Wales (Attorney General for England and Wales) in dessen drittes Kabinett berufen und bekleidete dieses Amt bis zum 18. November 1954, woraufhin er von Reginald Manningham-Buller abgelöst wurde. Am 27. November 1954 wurde er zum Knight Bachelor geschlagen, so dass er fortan den Namenszusatz „Sir“ führte. Am 10. Februar 1954 wurde er zudem Mitglied des Geheimen Kronrates (Privy Council).
Heald war zweimal verheiratet und Vater von zwei Töchtern sowie zwei Söhnen.